# Verkeersramp bij Prinsenbeek

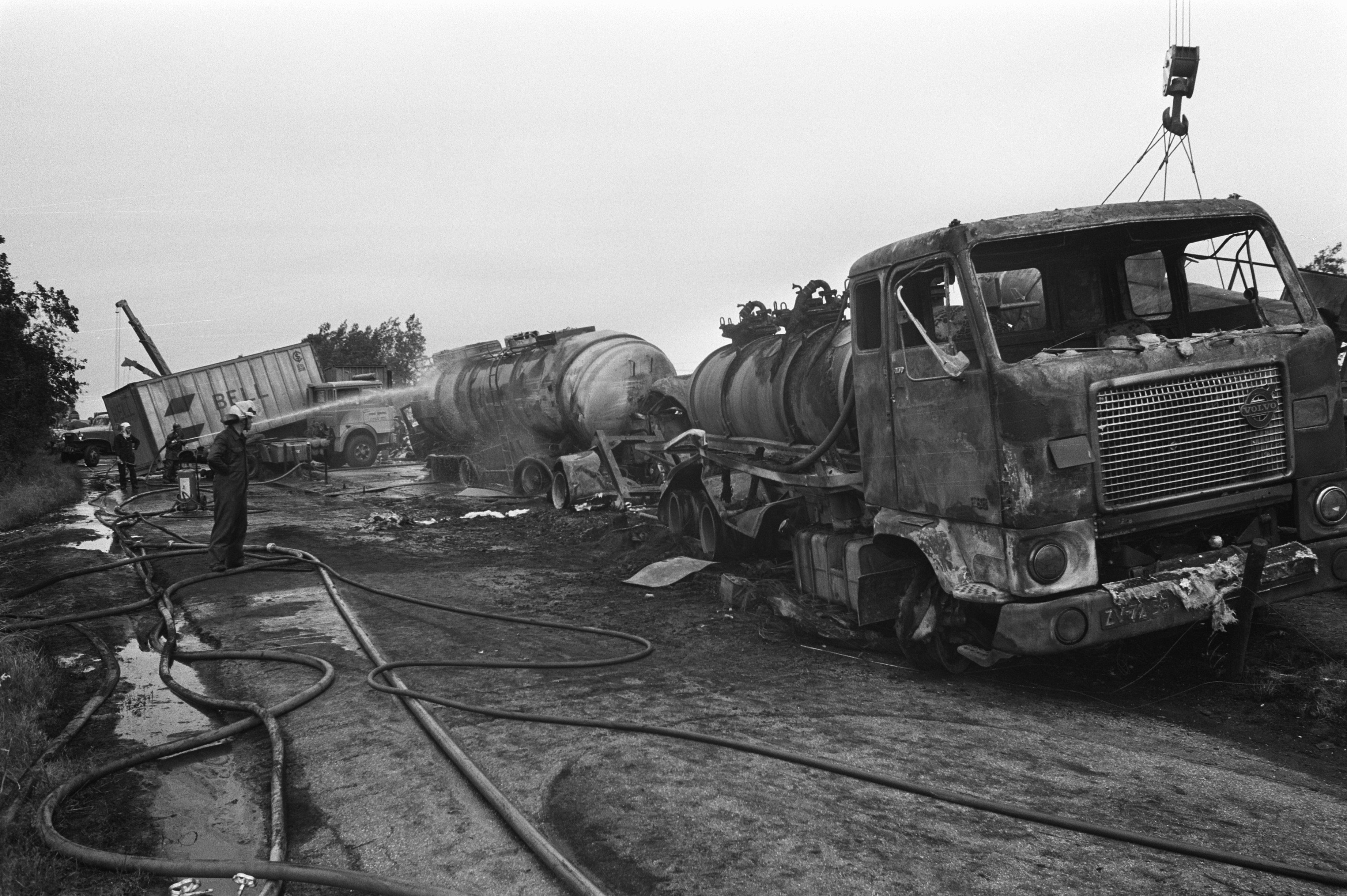
De ravage na het ongeval

Als gevolg van de verkeersramp bij Prinsenbeek op de Nederlandse autosnelweg A16 overleden op 25 augustus 1972 13 personen en raakten 26 personen zwaargewond. De ramp deed zich voor tijdens zeer dichte mist op het wegvak tussen de Markbrug en de afrit Prinsenbeek. Op deze verder zonnige ochtend hingen er dichte mistbanken in het lage land rond Breda. Het verkeer komend vanaf de hoger gelegen Markbrug reed plotseling in de mistbank. Er ontstond ter hoogte van Prinsenbeek een kleine aanrijding, waarvoor de achteropkomers (met name vrachtwagens) niet meer op tijd konden remmen. Over een grote afstand en op beide rijbanen reden voertuigen op elkaar in. Er ontstonden felle branden.
Na de initiële kettingbotsing in de rijrichting vanaf de Moerdijkbruggen richting Breda vond ook een kettingbotsing plaats op de andere rijbaan.
Bij Zevenbergschen Hoek gebeurde op hetzelfde moment nog een ongeval waarbij twee tankwagens betrokken waren en waarbij ook brand ontstond. 

## Betrokken voertuigen
Bij de verschillende ongevallen op deze locatie waren 40 personenauto's, 14 vrachtwagens en vijf tankwagens betrokken. Met name de lading van drie van de tankwagens leverde een bijdrage aan de omvang van de ramp, aangezien brandbare vloeistoffen die vlam hadden gevat een grote brand veroorzaakten.
De bij de brand betrokken tankwagens waren:
- een tankwagen met gasolie (diesel) en benzine die als eerste in brand vloog;
- een lege tankwagen voor het vervoer van chloorbleekloog die eveneens helemaal in brand stond;
- een tankwagen met 20 ton zeer brandbaar vinylacetaat, waarvan 13 ton in brand stond. Een tweede compartiment van 7 ton kon door een gerichte brandbestrijding afgeschermd en gekoeld worden.

De andere tankwagens waren gevuld met butynol-diglycol (een niet-brandbare antivriesvloeistof) respectievelijk een niet-brandbare emulsie van vinylacetaat en water.